# Equació de Goldman

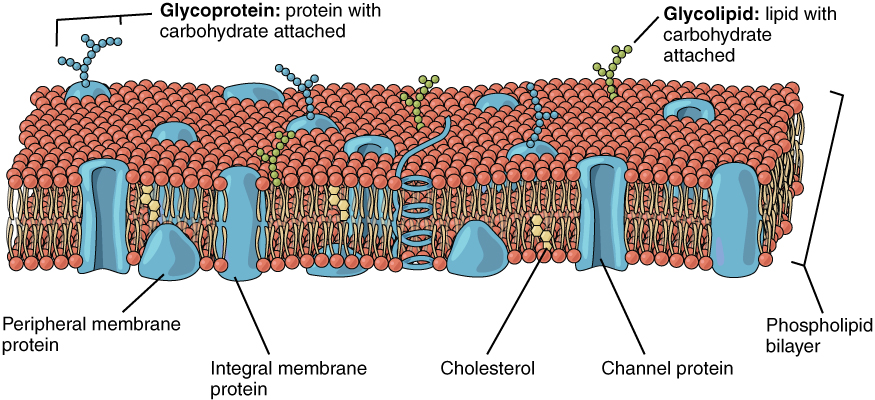
La membrana cel·lular de la cèl·lula és una bicapa de fosfolípids que conté molts components moleculars diferents, incloses proteïnes i colesterol, alguns amb grups d'hidrats de carboni units.

L'equació de voltatge de Goldman–Hodgkin–Katz, de vegades anomenada equació de Goldman, s'utilitza en la fisiologia de la membrana cel·lular per determinar el potencial d'inversió a través de la membrana d'una cèl·lula, tenint en compte tots els ions que estan permeants a través d'aquesta membrana.
Els descobridors d'això són David E. Goldman de la Universitat de Colúmbia, i els premis Nobel de Medicina Alan Lloyd Hodgkin i Bernard Katz.

## Equació per als ions monovalents
L'equació de tensió GHK per {\displaystyle M} espècies iòniques positives monovalents i {\displaystyle A} negatiu:
{\displaystyle E_{m}={\frac {RT}{F}}\ln {\left({\frac {\sum _{i}^{n}P_{M_{i}^{+}}[M_{i}^{+}]_{\mathrm {out} }+\sum _{j}^{m}P_{A_{j}^{-}}[A_{j}^{-}]_{\mathrm {in} }}{\sum _{i}^{n}P_{M_{i}^{+}}[M_{i}^{+}]_{\mathrm {in} }+\sum _{j}^{m}P_{A_{j}^{-}}[A_{j}^{-}]_{\mathrm {out} }}}\right)}}
Això resulta en el següent si considerem una membrana que separa dos {\displaystyle \mathrm {K} _{x}\mathrm {Na} _{1-x}\mathrm {Cl} } -solucions:
{\displaystyle E_{m,\mathrm {K} _{x}\mathrm {\text{Na}} _{1-x}\mathrm {Cl} }={\frac {RT}{F}}\ln {\left({\frac {P_{\text{Na}}[{\text{Na}}^{+}]_{\mathrm {out} }+P_{\text{K}}[{\text{K}}^{+}]_{\mathrm {out} }+P_{\text{Cl}}[{\text{Cl}}^{-}]_{\mathrm {in} }}{P_{\text{Na}}[{\text{Na}}^{+}]_{\mathrm {in} }+P_{\text{K}}[{\text{K}}^{+}]_{\mathrm {in} }+P_{\text{Cl}}[{\text{Cl}}^{-}]_{\mathrm {out} }}}\right)}}
És "similar a Nernst ", però té un terme per a cada ió permeant:
{\displaystyle E_{m,{\text{Na}}}={\frac {RT}{F}}\ln {\left({\frac {P_{\text{Na}}[{\text{Na}}^{+}]_{\mathrm {out} }}{P_{\text{Na}}[{\text{Na}}^{+}]_{\mathrm {in} }}}\right)}={\frac {RT}{F}}\ln {\left({\frac {[{\text{Na}}^{+}]_{\mathrm {out} }}{[{\text{Na}}^{+}]_{\mathrm {in} }}}\right)}}
- = el potencial de membrana (en volts, equivalent a joules per coulomb)
- = la selectivitat per a aquest ió (en metres per segon)
- = la concentració extracel·lular d'aquest ió (en mols per metre cúbic, per coincidir amb les altres unitats SI)
- = la concentració intracel·lular d'aquest ió (en mols per metre cúbic)
- = la constant del gas ideal (joules per kelvin per mol)
- = la temperatura en kèlvins
- = constant de Faraday (coulombs per mol)

{\displaystyle {\frac {RT}{F}}} és d'aproximadament 26,7 mV a la temperatura del cos humà (37 °C); en factoritzar la fórmula de canvi de base entre el logaritme natural, ln i el logaritme amb base 10 {\displaystyle ([\log _{10}\exp(1)]^{-1}=\ln(10)=2.30258...)}, esdevé {\displaystyle 26.7\,\mathrm {mV} \cdot 2.303=61.5\,\mathrm {mV} }, un valor utilitzat sovint en neurociència.
{\displaystyle E_{X}=61.5\,\mathrm {mV} \cdot \log {\left({\frac {[X^{+}]_{\mathrm {out} }}{[X^{+}]_{\mathrm {in} }}}\right)}=-61.5\,\mathrm {mV} \cdot \log {\left({\frac {[X^{-}]_{\mathrm {out} }}{[X^{-}]_{\mathrm {in} }}}\right)}}
La càrrega iònica determina el signe de la contribució del potencial de membrana. Durant un potencial d'acció, encara que el potencial de membrana canvia uns 100 mV, les concentracions d'ions dins i fora de la cèl·lula no canvien significativament. Sempre estan molt a prop de les seves respectives concentracions quan la membrana es troba en el seu potencial de repòs.